# José Antonio de Armas Chitty
José Antonio de Armas Chitty (Caracas,  Venezuela, 30 de novembro de 1908 – ?) é um historiador, poeta, cronista, ensaísta, biógrafo e investigador venezuelano.

## Vida
José Antonio de Armas Chitty nasceu em Caracas em 30 de novembro de 1908. Quando ele completou 6 anos mudou-se para Santa María de Ipire, Estado Guárico, onde vive desde os 27 anos.
Se incorpora ao Instituto de Antropología e Historia da Universidade Central da Venezuela em 1949. Desde então é Chefe dos Departamentos de História Colonial e História Republicana do mesmo Instituto. É Professor da Universidade Central desde 1956. 
Em 1950 foi Diretor de Publicações do Conselho Venezuelano da Infância, cargo que ocupava desde 1952. Entre 1952 e 1964 foi Supervisor da Seção Cultural do Departamento de Relações Públicas da Creole Petroleum Corporation.
Em 1971 foi Chefe da Secretaria do Ministro de Educação.
De Armas Chitty escreve para vários periódicos e revistas, tanto na Venezuela como nas cidades de Lima, Buenos Aires e Madrid.  É colaborador do diário El Nacional de Caracas durante 15 anos.
É Membro Correspondente da Academia Venezuelana de História desde 1957. Em 10 de janeiro de 1979 é eleito como Indivíduo de Número dez dessa academia.
José Antonio de Armas Chitty recebe desde 1945 distintos prêmios e condecorações. Algunas deles são:
- 1945-Premio Nacional de Romances.
- 1946-Premio de la Revista Elite por el soneto Homenaje a Ciudad Bolívar en honor a esa ciudad durante su bicentenario.
- 1947-Premio de la Casa del Guárico por el poema Canto a la Mujer y a la Tierra.
- 1950-Premio Municipal de Prosa por la obra Zaraza, Biografía de un Pueblo.
- 1962-Premio Nacional de Literatura por la obra Tucupido, Formación de un Pueblo del Llano.
- 1969-Orden Andrés Bello.
- 1970-Orden 27 de Junio. Recibe la Medalla de Oro.
- 1973-Orden de Alfonso el Sabio.
- 1973-Orden del Libertador.
- 1976-Orden de Andrés Bello.

José Antonio de Armas Chitty morreu nos anos noventa do século passado.

## Obras
Livros de historia
- 1949-Zaraza, Biografía de un Pueblo.
- 1951-Origen y Formación de algunos Pueblos de Venezuela.
- 1956-Historia de la Tierra de Monagas.
- 1957-Documentos para la Historia colonial de los Andes venezolanos.
- 1961-Tucupido, Formación de un Pueblo del Llano.
- 1961-Vocabulario del Hato.
- 1964-Guayana, su Tierra y su Historia.
- 1966-Fermín Toro y su Época.
- 1967-Caracas: Origen y Trayectoria de una Ciudad.
- 1967-Influencia de algunas Capitulaciones en la Geografía de Venezuela.
- 1969-Vida Política de Caracas en el Siglo XIX.
- 1971-La Batalla de Carabobo. Antecedentes y Efectos.
- 1971-Juan Francisco de León. Diario de una Insurgencia.
- 1974-Historia de Puerto Cabello.
- 1975-Historia de la Radiodifusión en Venezuela.
- 1976-Boves a través de sus Biografías.
- 1978-Historia de Paraguaná y Punto Fijo.
- 1978-Historia del Guárico.
- 1978-El Mocho Hernández. Papeles de su Archivo.
- 1979-Caracas habla en Documentos.
- 1980-San Miguel del Batey. Población del Siglo XVII.
- 1981-Semblanzas, Testimonios y Apólogos.

Poemas
- 1948-Candil, Romances de la Tierra.
- 1948-Tiempo del Aroma.
- 1950-Retablo.
- 1952-Cardumen. Relatos de Tierra Caliente.
- 1954-Islas de Pueblos.
- 1967-Canto Solar a Venezuela.
- 1977-Territorio del Viento.

Discurso
- Aventura y Circunstancia del Llanero. Ganadería y Límites del Guárico. (Siglo XVIII).